# Словарь культуры XX века

«Словарь культуры XX века» Вадима Руднева издан в 1997 году издательством «Аграф» и содержит статьи по философии, психоанализу, лингвистике, семиотике, поэтике, стихосложению и литературе. Словарь включает в себя три типа статей — статьи, посвящённые специфическим явлениям культуры XX века, статьи, посвящённые понятиям, которые в XX веке приобрели особую актуальность или были серьёзно переосмыслены, и статьи, посвящённые ключевым художественным произведениям XX века. Словарь сделан в виде гипертекста — это реализовано через подчёркнутые слова и словосочетания.